# Bertold Mainka
Bertold Mainka (ur. 4 czerwca 1934 w Zabrzu) – polski wioślarz, olimpijczyk z Melbourne 1956. Zawodnik AZS Wrocław.
W osadach wioślarskich pływał jako sternik.
Trzykrotny uczestnik mistrzostw Europy w roku:
- 1955 - 4. miejsce w dwójce ze sternikiem
- 1956 - 5. miejsce w dwójce ze sternikiem
- 1957 - 3. miejsce w dwójce ze sternikiem

Na igrzyskach olimpijskich w 1956 roku zajął 4. miejsce w dwójkach ze sternikiem.